# Colonia Istmeña
Colonia Istmeña är en ort i Mexiko.   Den ligger i kommunen San Juan Guichicovi och delstaten Oaxaca, i den sydöstra delen av landet, 500 km sydost om huvudstaden Mexico City. Colonia Istmeña ligger 84 meter över havet och antalet invånare är 433.
Terrängen runt Colonia Istmeña är platt österut, men västerut är den kuperad. Runt Colonia Istmeña är det ganska glesbefolkat, med 28 invånare per kvadratkilometer. Närmaste större samhälle är Palomares, 5,6 km sydost om Colonia Istmeña. Omgivningarna runt Colonia Istmeña är en mosaik av jordbruksmark och naturlig växtlighet.